# テンバガプラ
座標: 南緯4度8分34秒 東経137度5分26秒 / 南緯4.14278度 東経137.09056度

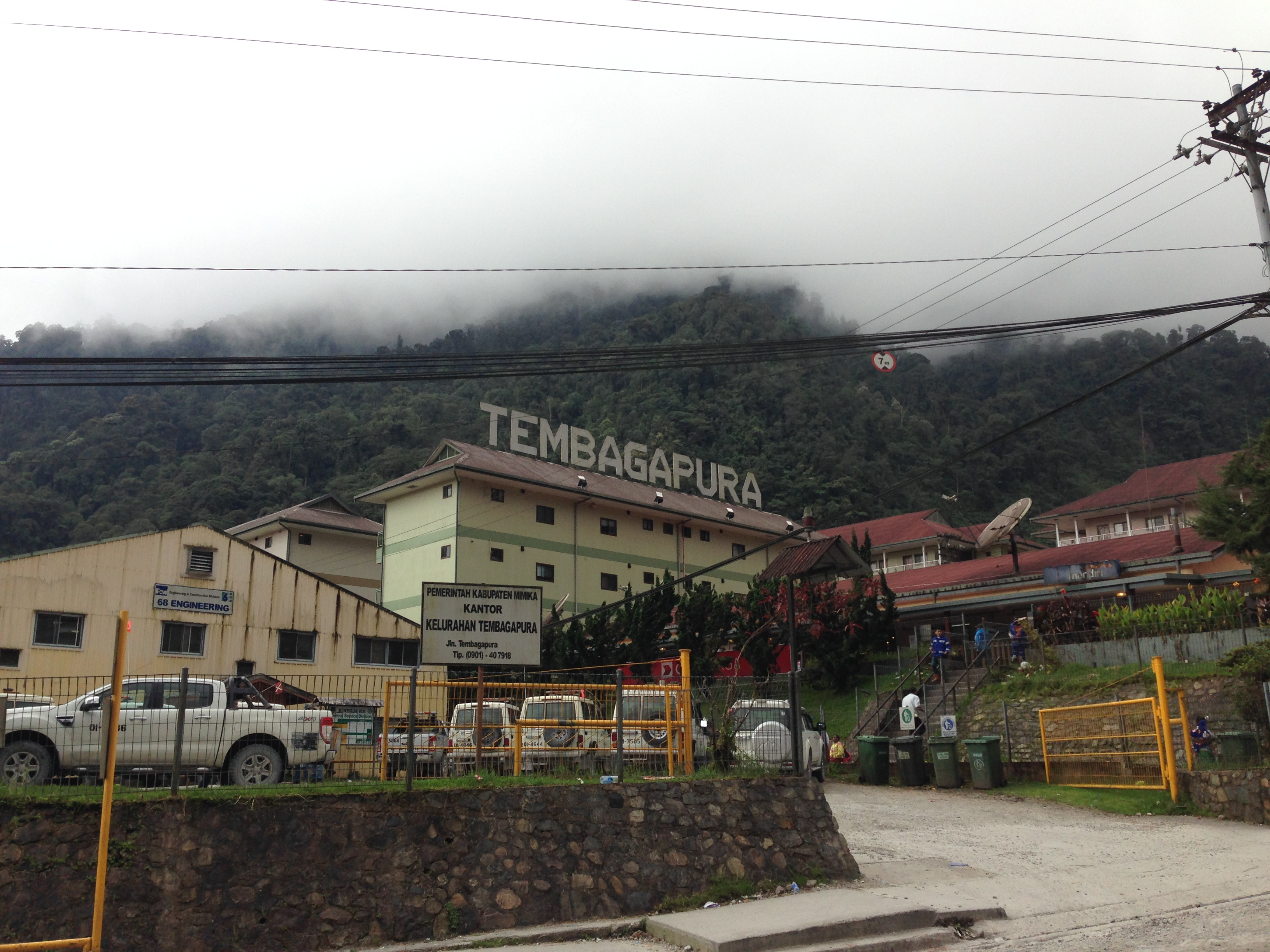
フリーポート・マクモランの鉱山城下町であるテンバガプラ。左側の建物がフリーポートの事務所、中央と右側の建物は宿泊棟。

テンバガプラ（インドネシア語: Tembagapura）とは、インドネシアパプア州にある町。グラスベルグ鉱山を運営する為に建設された町である。

## 概要
2010年の国勢調査によれば人口は10,662人である。グラスベルグ鉱山から南東に16km（10mi）程にある標高3250m（14,500ft）のザーグカム山の麓に位置している。この町を含む鉱山とそのインフラの建設は1960年代末に始まった。町の標高は2,000メートル (6,600 ft)程度でスディルマン山脈の中にありプンチャック・ジャヤからも遠くない位置にある。この地域は年降水量が6000mmに達し、朝は晴れているが昼頃には曇天になり涼しくなる事も珍しくない。
インドネシア語に於いて、tembagaは「銅」、puraは「寺」や「町」を意味するので、テンバガプラは「銅の町」の意である。

## 歴史
1960年代末にグラスベルグ鉱山と共に建設が始まった村であり、1981年には3000人以上の鉱夫と彼らの家族が暮らしていた事が明らかになっている。
1994年には生物学者のティム・フラネリーがこの地を訪れ、1万以上の人口と米国の小規模な近郊地域にあるインフラは揃っている事を報告した。つまり、スポーツ施設やバー、レストラン、スーパー、専門店、銀行、労働者や訪問者への宿泊施設等がこの町には存在しており、イリアンジャヤと呼ばれる他の場所とは大きな違いがある事を彼はこの町に見たのである。
2011年、テンバガプラに英語話者である国外居住児童に対する学校が開校し、「世界で最も隔絶したインターナショナルスクール」と呼ばれている。

## 生活
この町には銀行や病院、宿泊施設、図書館、全面のサッカーコート、テニスコート、スカッシュコート、最新式のジム等も設置されている。ルパ・レラクラブは国外居住者にとって重要であり、ここにはレストランやバーなどが揃っている。商店としてはコーヒーショップや同国のチェーンであるヘロのショッピングセンター、ガーディアン薬局、理髪店等が存在している。
イリアンジャヤではこの町のように設備の整った町は基本的に無いため、周辺地域とは大きくその様子を異にしている事がわかる。
テンバガプラの周辺に住む民族としてはエカリ人、モニ人、アムン人、ダニ人がいる。彼らはこの町と鉱山を自らの民族の地と見做しており、インドネシアの領土ではないと考えている。また、彼らは国家の概念に対する理解が乏しく、インドネシアの法治下に自らが在る事も知らない。そのため、彼らと国家の関係は緊張状態であり、フリーポート社の事業拡大にも影響を及ぼしている。陸軍による防衛隊がこの地域の警戒に当たっている。